# Atzesberg (Waldkirchen)
Atzesberg ist ein Gemeindeteil der Stadt Waldkirchen im niederbayerischen Landkreis Freyung-Grafenau.

## Lage
Der Ort mit 124 Einwohnern ist ca. 2 km vom Pfarrdorf Karlsbach und ca. 4 km von der Kreisstadt Freyung entfernt. Im Wald verläuft die Ilztalbahn. Atzesberg liegt auf einer Höhe von ungefähr 660 bis 710 Metern.

## Geschichte
Atzesberg gehörte von 1808 bis 1818 zum Steuerdistrikt Karlsbach. Mit der Bildung der Gemeinden 1818 wurde das Dorf Teil der Gemeinde Karlsbach, der es bis zu deren Eingemeindung nach Waldkirchen am 1. Januar 1978 angehörte.

## Sehenswürdigkeiten
In der Liste der Baudenkmäler in Waldkirchen sind für Atzesberg zwei Baudenkmäler aufgeführt.